# Hippotion osiris
Hippotion osiris és una espècie de lepidòpter ditrisi de la família dels esfíngids (Sphingidae) pròpia de l'Àfrica subsahariana.

## Descripció

### Imago
Envergadura alar entre 85 i 98 mm. Molt similar a Hippotion celerio, tot i que H. osiris és més gran, presenta quatre franges negres a l'abdomen i no té cel·les a les ales posteriors. Cos en forma de fletxa i ales anteriors amb franges color crema, marrons i verdes oliva que van de la base fins a la punta de les ales; ales posteriors rosades. Tòrax i abdomen marró/verd oliva amb línies verticals blanques o grogues.

### Eruga
Pot arribar a mesurar 90 mm. S'hi troben dues formes amb coloracions verda o marró i dos grans ocels al primer segment abdominal seguits de dos blancs que inicien dues franges blanques que acaben a la cua, llarga i blanca. Presenta una prima línia dorsal fosca; cap verd o marró.

## Hàbitat
Camps de vinya, jardins, parcs públics, zones obertes... L'eruga s'alimenta principalment de Vitis i Parthenocissus, més rarament de Rumex, Polygonum, Impatiens, Cissus, Ipomoea, Spathodea, Fuchsia i rubiàcies.

## Període de vol
De primavera a tardor. A la seva distribució original s'han capturat exemplars entre setembre i novembre, ara bé, els exemplars d'Israel apareixien al juny.

## Distribució
A la península Ibèrica rarament es pot troba algun exemplar extraviat provinent d'Àfrica, sobretot a Andalusia (zones com Gibraltar o Cadis). És sedentària a Àfrica central i afrotropical, tot i que és més rara a la costa est. Mostra comportament migratori, protagonitzant migracions cap al nord del continent, oferint possibilitats a l'arribada d'algun exemplar a Europa i a Àsia (on s'ha observant durant els últims anys a Israel).

## Espècies relacionades
- Hippotion celerio - borinot de la vinya.